# 福井站 (韓國)
福井站（：／ Bukjeong yeok */?）是首都圈電鐵8號線與水仁·盆唐線沿線交會的一座轉乘車站，位於韓國首爾特別市松坡區長旨洞與京畿道城南市壽井區福井洞的邊界。盆唐線的韓語副站名是「東首爾大學」（동서울대학），以鄰近的東首爾大學命名。

## 車站構造
8號線月台位於地下1層，盆唐線月台則位於地下2層，兩線之間設有一條樓梯連接轉乘通道與候車大廳。
兩線站體均為1面2線的島式月台構造，候車月台皆設有月台幕門，並有出口共4處。

### 8號線月台

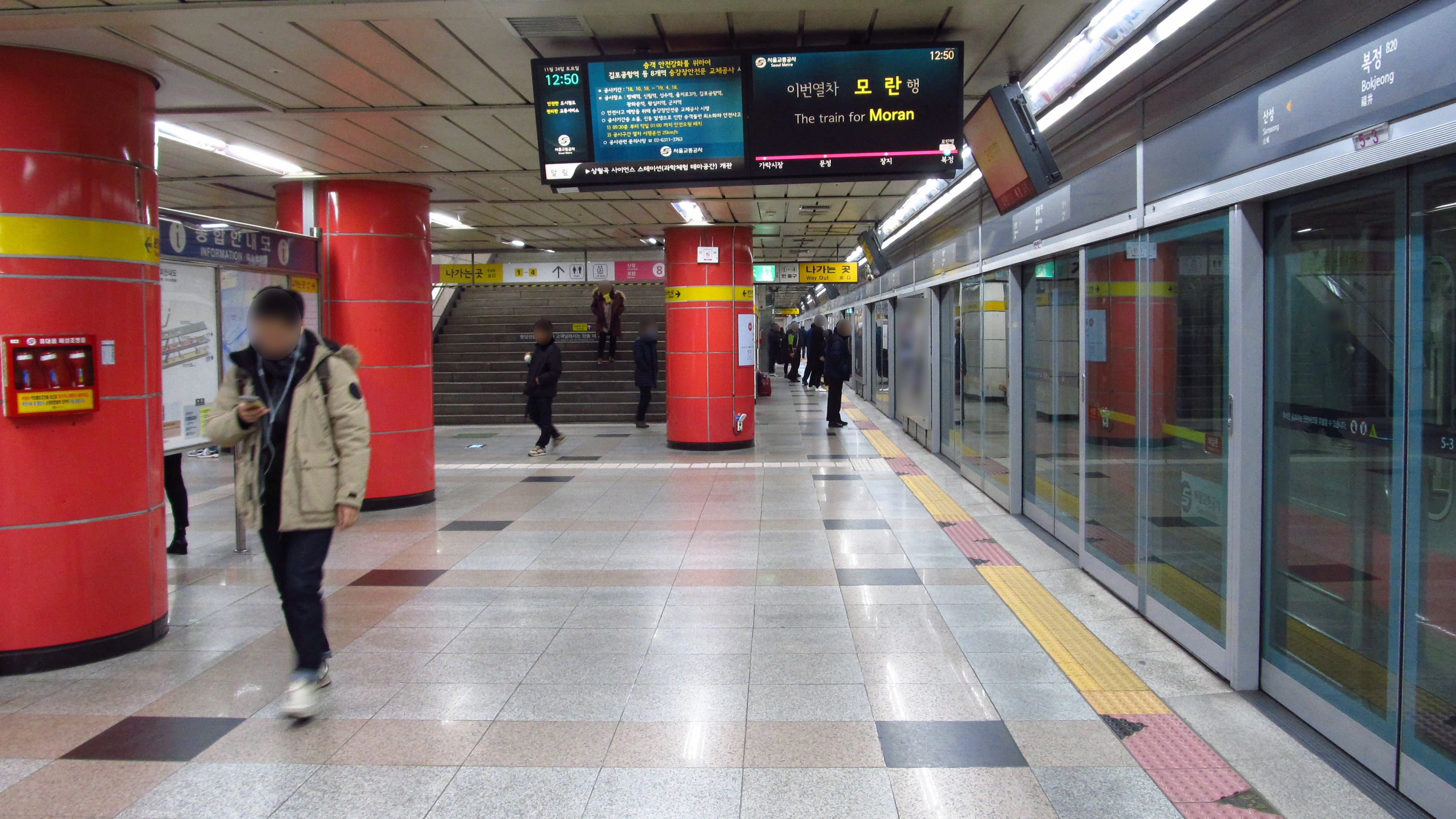
8號線候車月台

| 長旨 ↑   |
| 下 上 \| |
| ↓ 南慰禮 |

| 月台 | 路線           | 目的地                   |
| ---- | -------------- | ------------------------ |
| 上行 | ●首爾地鐵8號線 | 可樂市場、蠶室、别內方向 |
| 下行 | ●首爾地鐵8號線 | 丹岱五岔路口、牡丹方向   |

### 水仁·盆唐線月台

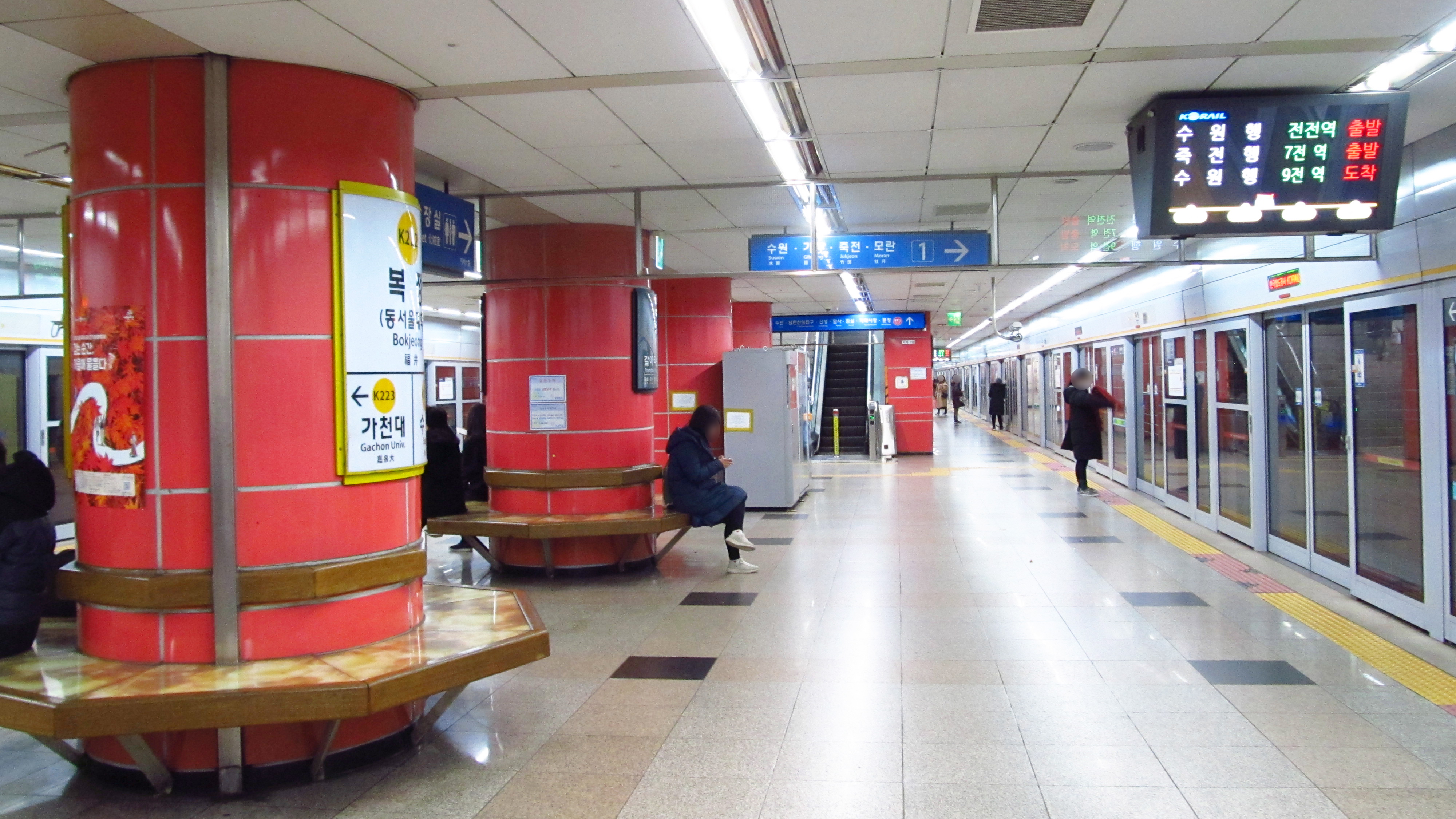
盆唐線候車月台

| ↑ 水西     |
| ２１ \|    |
| 嘉泉大學 ↓ |

| 月台 | 路線                   | 目的地                           |
| ---- | ---------------------- | -------------------------------- |
| 1    | ●首都圈電鐵水仁·盆唐線 | 水原、器興、竹田、書峴、仁川方向 |
| 2    | ●首都圈電鐵水仁·盆唐線 | 往十里、宣靖陵、宣陵方向         |

## 歷史
- 1994年9月1日：首都圈電鐵盆唐線開通，本站作為簡易站，採取過站不停靠的營運模式。
- 1996年11月23日：8號線與盆唐線站體同時開通。
- 2009年7月1日：盆唐線加註韓語副站名東首爾大學（동서울대학）。
- 2020年9月12日：盆唐線編入首都圈電鐵水仁·盆唐線。

## 車站周邊
- 東首爾大學（朝鲜语：동서울대학교）
- 首爾外國人學校（朝鲜语：서울국제학교）
- 福井站城際客運轉運站
- 松坡公車總站
- 首都圈一環高速公路松坡交流道
- 慰禮新都市（朝鲜语：위례신도시）
- 炭川
- 城南市老人會館

## 圖片

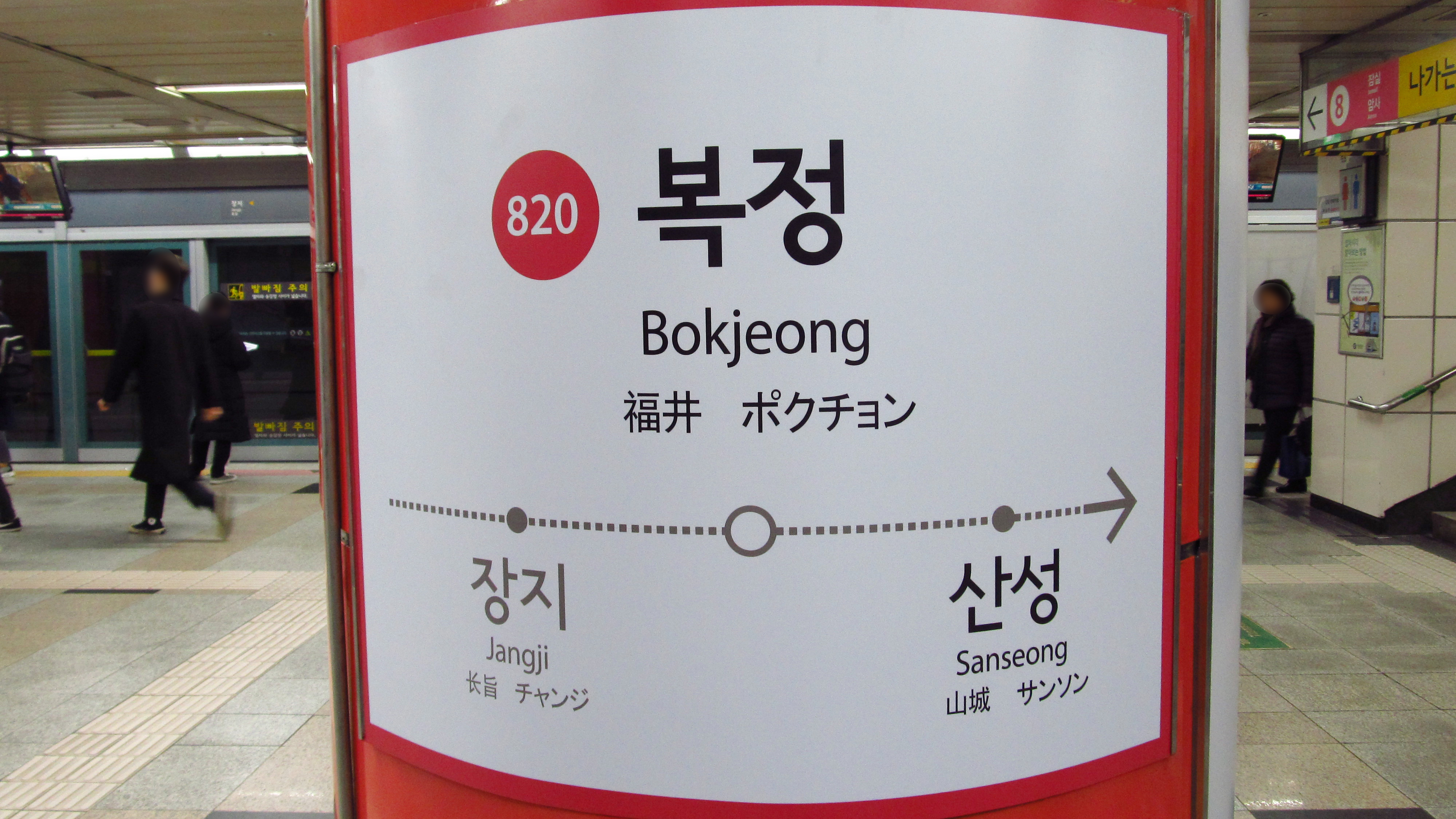
8號線站名牌
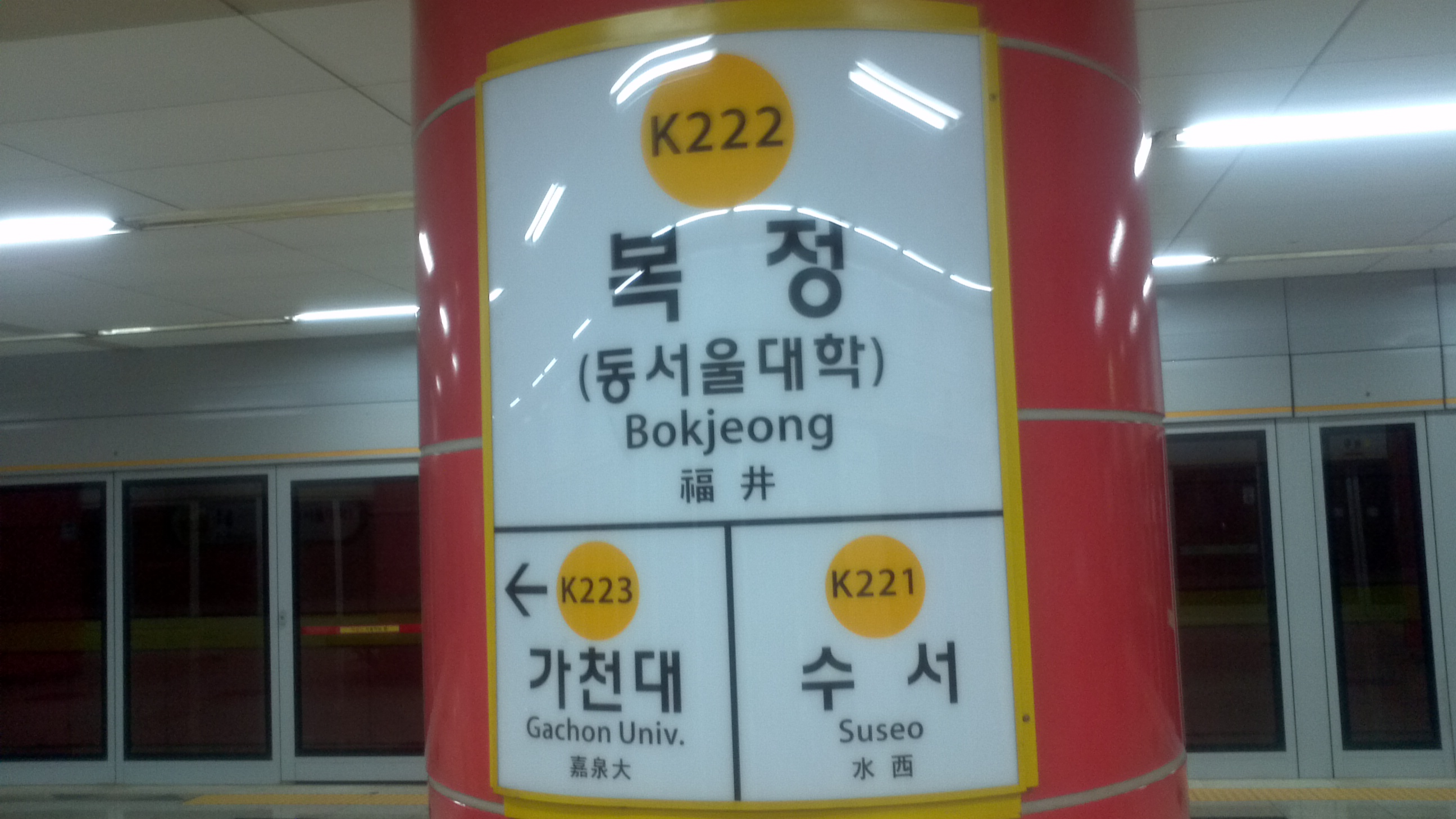
盆唐線站名牌
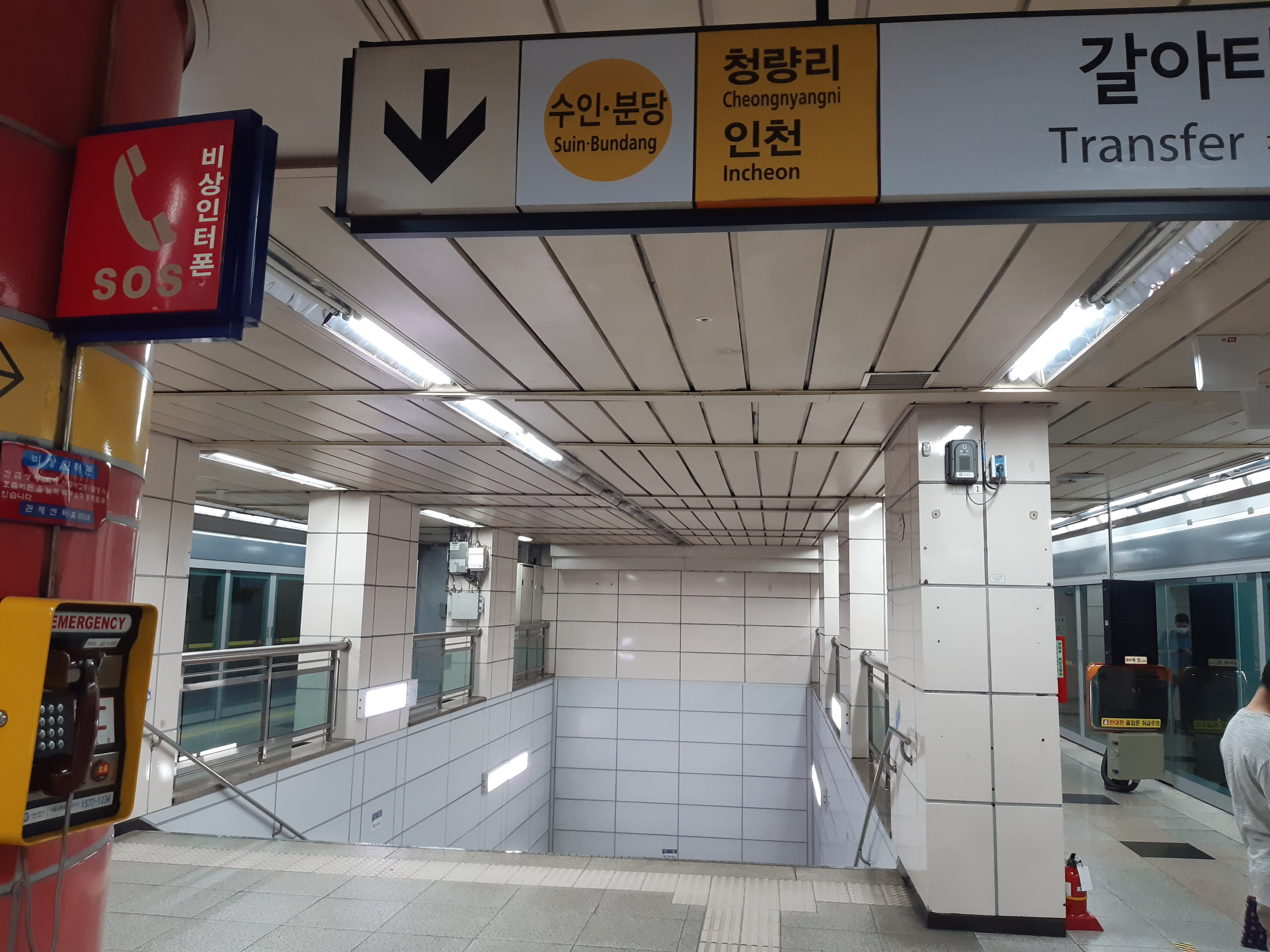
轉乘通道

## 相鄰車站
首爾交通公社
●首爾地鐵8號線
長旨（819）－福井（820）－南慰禮（821）
韓國鐵道公社
●首都圈電鐵水仁·盆唐線
盆唐急行、緩行
水西（K221）－福井（K222）－嘉泉大學（K223）